# فلیکس سوارس کولومو
فلیکس سوارس کولومو (اسپانیایی: Félix Suárez Colomo‎؛ زادهٔ ۶ دسامبر ۱۹۵۰) دوچرخه‌سوار اهل اسپانیا است. وی در بازی‌های المپیک تابستانی ۱۹۷۲ شرکت کرده است.